# Exploitation du métro de Paris
L'exploitation du métro de Paris comprend la conduite des trains et la gestion de la circulation sur les lignes.
Avec pour les lignes les plus chargées du réseau, un train toutes les 90 secondes, la Régie autonome des transports parisiens (RATP) doit gérer celles-ci du mieux possible. Autrefois entièrement manuelle, l'exploitation est aujourd'hui assistée d'ordinateurs. Sur la ligne 14, la plus récente du réseau, cette tâche est assurée dans sa totalité par un logiciel dit Système d'automatisation de l'exploitation des trains (SAET), depuis la conduite des trains jusqu'à l'injection de trains supplémentaires aux heures de pointe.

## Histoire

### Exploitation entièrement manuelle

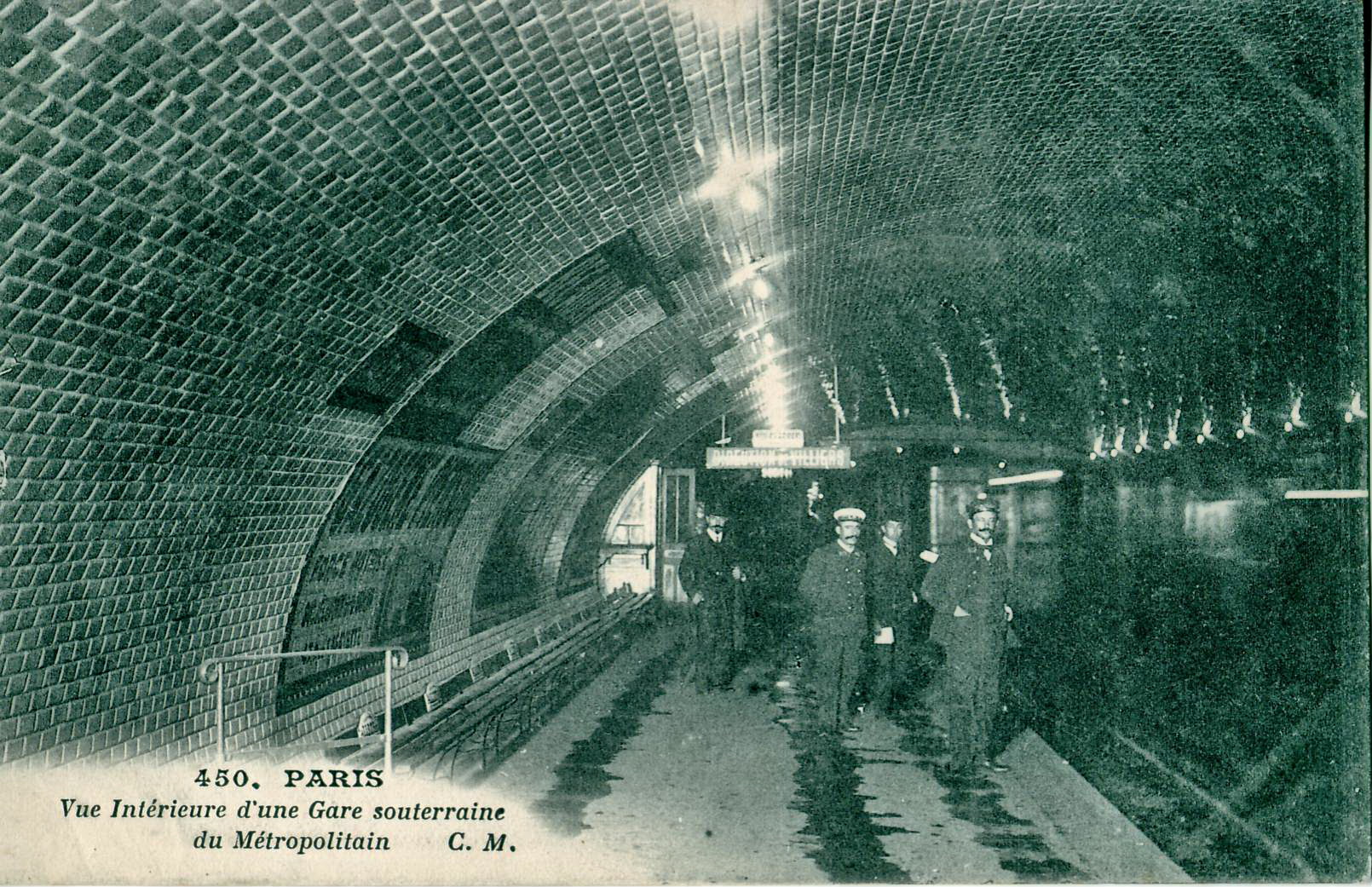
Vue des quais d'une ligne en 1911.

À son ouverture en juillet 1900, le métro de Paris, qui n'est alors constitué que d'une partie de l'actuelle ligne 1, est exploité par un grand nombre d'agents. On y trouve alors :
- un chef surveillant, responsable des personnels à bord des trains lors de l'arrêt de ceux-ci en station, responsable des installations techniques dans sa station et responsable commercial avec la supervision de la vente des billets ;
- des surveillants de quai, chargés de superviser les quais et d'aider à la montée et la descente des voyageurs en présence des trains ;
- une receveuse chargée de la vente des billets ;
- un surveillant de contrôle qui poinçonne les billets. Le surveillant de contrôle est généralement le mari de la receveuse.

À bord des trains aussi, le personnel est en grand nombre. On y trouve :
- un chef de train, responsable de tout le personnel embarqué dans le train, incluant le conducteur ;
- des gardes assurant le bon fonctionnement des portes qui n'étaient alors pas automatiques, ainsi que la surveillance du train ;
- un conducteur, chargé de la conduite du train et du petit entretien des motrices.

C'est la catastrophe de Couronnes, le 10 août 1903 sur la ligne 2, qui modifie complètement l'ensemble de cette organisation, jugée insuffisante. Alors que les lignes font l'objet de modifications techniques destinées à réduire les risques d'incendie en tunnel, une nouvelle organisation est mise en place avec notamment la création d'un personnel d'encadrement en ligne, chargé d'assister les agents répartis en station et dans les trains. Les lignes sont ainsi divisées en plusieurs secteurs, avec pour chacun d'eux la présence d'un gradé responsable, le chef de secteur.
Deux services sont créés : le service du Mouvement et le service de la Traction.
Le service du Mouvement concerne les agents sédentaires, en station et en ligne, ainsi que les agents d'accompagnement des trains, qui sont placés sous l'autorité de gradés appelés « régulateurs ». Ceux-ci sont chargés de la gestion des intervalles entre les trains, la gestion du respect des horaires étant assurée par les chefs de secteur. Dans les terminus les agents sédentaires et les agents d'accompagnement des trains étaient sous la responsabilité d'un sous-chef de terminus. Il était chargé d'expédier les trains, avec un chef de départ et les chefs de manœuvre sur la ligne. Tous deux sont sous la responsabilité du chef de gare, qui dépend d'un inspecteur Mouvement, lui-même dépendant d'un chef de service.
Le second service, le service de Traction, concerne uniquement les agents de conduite des trains, qui sont placés sous la responsabilité d'un chef de secteur, qui dépend d'un inspecteur Traction, lui-même dépendant d'un chef de service.
Ces deux services cohabitent alors sans réels liens entre eux.
Cette organisation en double pyramide fonctionna pendant de nombreuses années, jusque dans les années 1950, à partir desquelles elle commença à présenter des signes d'inadaptation, alors que la toute jeune RATP cherchait à moderniser son réseau. Cette inadaptation se traduit par une dégradation progressive du service voyageurs avec des accumulations de retard et des allongements des temps d'attente.
Les causes identifiées comme étant à l'origine de ces problèmes étaient :
- le manque de communication entre les gradés et le personnel à bord des trains et le manque de visibilité des gradés sur la situation globale de la ligne empêchant de prendre des décisions ;
- la vétusté des moyens de contrôle et de commande des appareils de voie, dont la plupart étaient encore manuels, ainsi que la vétusté des systèmes de gestion du courant de traction ;
- la rivalité croissante et l'absence de coordination entre les services de Traction et de Manœuvre ;
- les règlements d'exploitation qui ne répondaient plus aux besoins de l'époque.

### Arrivée des automatismes

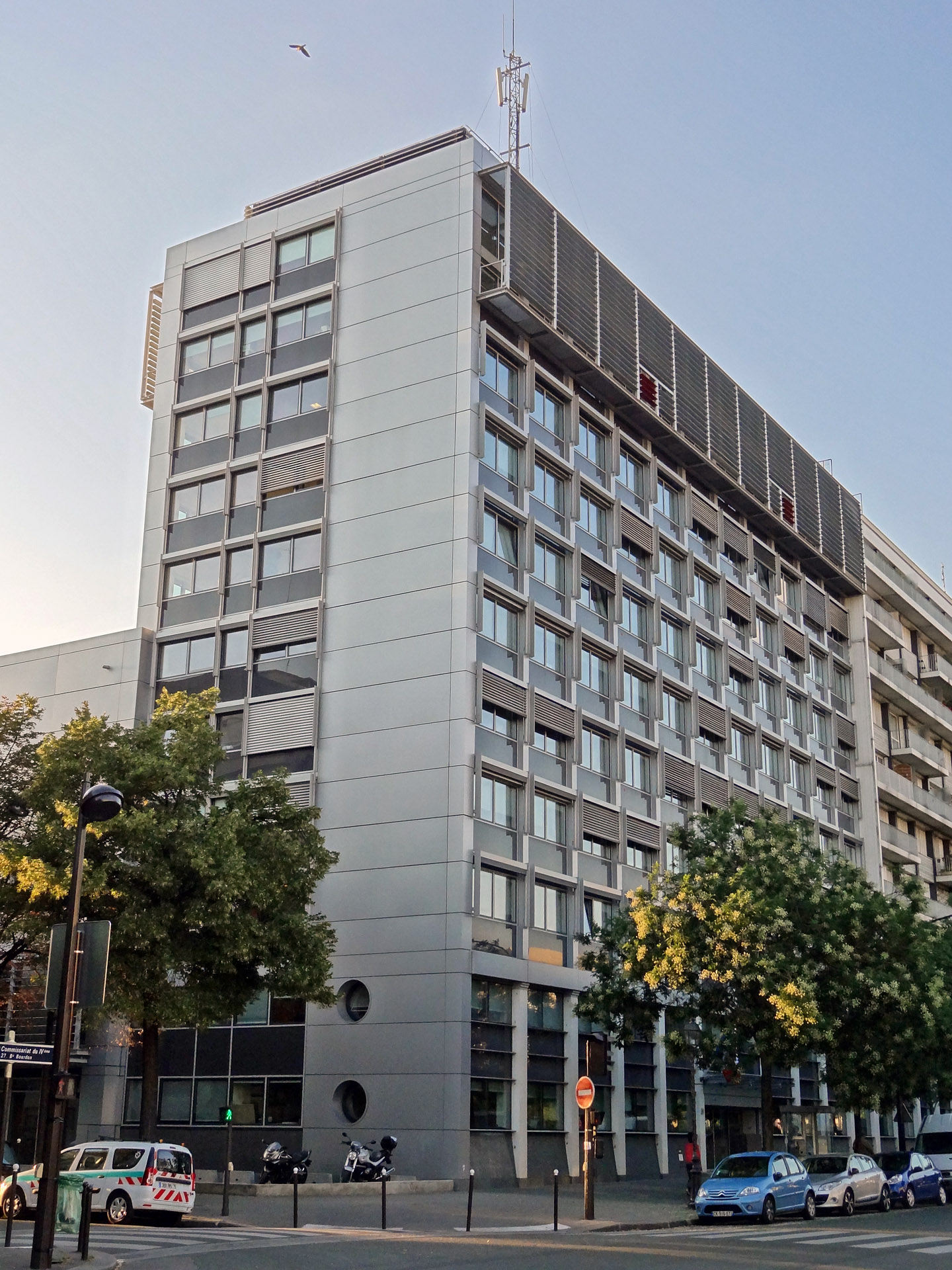
L'immeuble abritant les postes de commandes centralisées (PCC) de plusieurs lignes de métro, boulevard Bourdon à Paris.

Après la Seconde Guerre mondiale, la RATP se lance dans une grande modernisation technique de son réseau, malgré des moyens financiers relativement limités. En premier lieu, elle s'occupe de moderniser son matériel roulant. Puis c'est au tour de l'exploitation des lignes d'être modernisée dans les années 1960 avec l'arrivée de l'électronique et des techniques d'automatisation.
Essayant de centraliser et d'automatiser l'ensemble des opérations courantes d'exploitation de ses lignes, la première préoccupation de la RATP est de pouvoir donner à ses gradés une vision globale de la situation des lignes, afin de leur permettre de prendre des décisions plus rapidement, la seconde est de pouvoir exécuter rapidement ses décisions en télécommandant les appareils de voie sur le terrain.
C'est ainsi que sont nés les postes de commande et de contrôle centralisé (PCC). Ils sont accompagnés en 1966 de la fusion des services de Mouvement et de Traction, permettant la création d'une autorité unique responsable de l'exploitation des lignes. Un poste de chef de régulation, né de la fusion des responsabilités des anciens régulateurs et chefs de traction, est créé au PCC pour compléter le dispositif.
Chaque ligne indépendante est dotée de son propre PCC, tous regroupés à côté de la Permanence du réseau ferré, boulevard Bourdon, dans le quatrième arrondissement de Paris.
La ligne 1 est la première ligne équipée en 1967. Les autres lignes suivent entre 1967 et 1975. À l'origine, la RATP prévoyait de gérer entièrement chaque ligne à partir des PCC, y compris les terminus. Les premiers résultats étant décevants, la RATP se ravise et décide de maintenir les postes de manœuvre locaux (PML) en les modernisant. Alors que les dernières lignes sont équipées de leur PCC dans les années 1970, les premiers PCC sont modernisés pour rattraper leur retard technologique : les PCC des lignes 11 et 7 sont modernisés en 1975 et 1979 tandis que le PCC de la ligne 1 est modernisé en 1980.

### Nouvelle exploitation
Pour résoudre les difficultés organisationnelles rencontrées à partir des années 1950, les années 1970 ont vu la fusion des services de Traction et de Manœuvre pour donner naissance à une maîtrise polyvalente : un encadrement unique pour les conducteurs et les agents sédentaires.
Sous l'autorité d'un « inspecteur adjoint d'exploitation » (IAE) faisant partie de l'équipe d'encadrement de la ligne, le sous-chef de terminus supervise les conducteurs et les agents de manœuvre du terminus et encadre les agents de station du terminus. En cas d'incident le sous-chef de terminus peut désormais intervenir en renfort sur la ligne.
Sous l'autorité d'un « inspecteur chef de ligne » et de son adjoint, le sous-chef de ligne prend les responsabilités des anciens chefs de secteur du service Traction ainsi que les responsabilités des régulateurs du service Mouvement. Travaillant en étroite coopération avec le régulateur du PCC, il est le représentant de l'encadrement sur la ligne.

### Décentralisation des PCC
Dans les années 2000, les PCC ont pour la plupart une trentaine d'années. La technologie ayant considérablement évolué depuis avec le développement de l'informatique, la RATP en programme la rénovation. C'est le PCC de la ligne 4, le plus ancien du réseau, puisque jamais rénové, qui est le premier à être renouvelé à titre expérimental fin 2001,.
Ce renouvellement est l'occasion pour la RATP de délocaliser ses PCC au plus près des lignes qu'ils supervisent sur le modèle des RER A et B et de la ligne 14. Le PCC de la ligne 4 a été installé près de Denfert-Rochereau. C'est également une nouvelle tentative pour la RATP de regrouper en un lieu unique la gestion de l'intégralité d'une ligne, incluant les départs et arrivées en terminus.
Toutes les fonctions dévolues au chef de régulation, au chef de départ et au chef de manœuvre sont automatisées et regroupées dans un même endroit, permettant ainsi de faciliter les échanges entre ces différents acteurs.
Le 17 décembre 2006, dans le cadre de son programme de modernisation et de l'installation du système de gestion des trains OURAGAN, c'est au tour de la ligne 13 de disposer de son propre poste de commande et de contrôle centralisé (PCC), construit par Thalès et décentralisé au plus près de la ligne ; il gère l'ensemble de la ligne depuis Châtillon. Reprenant le modèle testé et validé sur la ligne 4, il regroupe les cadres responsables des terminus, ceux chargés de la régulation de la ligne ainsi qu'un contremaître chargé de la maintenance à distance, sous la responsabilité d'un coordinateur, afin de limiter au maximum les incidents et les retards sur la ligne. Depuis le 29 juillet 2008, le PCC intègre les fonctions « manœuvre et départ » qui étaient auparavant réalisées dans les postes de manœuvre locaux (PML) des différents terminus de la ligne. Ces fonctions sont assurées par des gestionnaires de terminus (GT) qui occupent deux postes dédiés pour réguler la gestion du trafic au départ des terminus,.
En mai 2010, dans le cadre de l'automatisation de la ligne 1, c'est au tour de la ligne 1 de posséder un nouveau poste de commande centralisé, entièrement informatisé. Installé au 9e étage de l'immeuble RATP du boulevard Bourdon, il est équipé du système d'exploitation des trains SAET qui permet la supervision des trains manuels et automatiques.
Le 3 mai 2020, dans le cadre de l'automatisation de la ligne 4, le nouveau poste de commande centralisé de la ligne est mis en service.
En 2021, le nouveau poste de commande centralisé de la ligne 11 est mis en service.

### Planning prévisionnel de renouvellement des PCC
Le planning prévisionnel de renouvellement des PCC encore centralisés est le suivant :
- 2011 : ligne 10 ;
- 2012 : ligne 12 ;
- 2014 : ligne 9.

## Exploitation actuelle

### Signalisation et systèmes d'aide à la conduite
|        | Signalisation                   | Conduite            | Echelle ISO | Technologie d'aide à la conduite |
| (1)    | Latérale (secours uniquement)   | Automatique         | Niveau 4    | SAET                             |
| (2)    | Latérale                        | Semi-automatique    | Niveau 2    | PA 135                           |
| (3)    | Latérale                        | Semi-automatique    | Niveau 2    | OCTYS                            |
| (3bis) | Latérale                        | Manuelle supervisée | Niveau 1    | CMC                              |
| (4)    | Latérale (secours uniquement)   | Automatique         | Niveau 4    | SAET                             |
| (5)    | En cabine (latérale en secours) | Semi-automatique    | Niveau 2    | OCTYS                            |
| (6)    | Latérale                        | Semi-automatique    | Niveau 2    | PA 135                           |
| (7)    | Latérale                        | Semi-automatique    | Niveau 2    | PA 135                           |
| (7bis) | Latérale                        | Manuelle supervisée | Niveau 1    | CMC                              |
| (8)    | Latérale                        | Semi-automatique    | Niveau 2    | PA 135                           |
| (9)    | Latérale                        | Semi-automatique    | Niveau 2    | OCTYS                            |
| (10)   | Latérale                        | Manuelle supervisée | Niveau 1    | CMC                              |
| (11)   | Latérale                        | Semi-automatique    | Niveau 2    | PA 135                           |
| (12)   | Latérale                        | Semi-automatique    | Niveau 2    | PA 135                           |
| (13)   | Latérale                        | Semi-automatique    | Niveau 2    | OURAGAN                          |
| (14)   | Latérale (secours uniquement)   | Automatique         | Niveau 4    | SAET                             |

### Postes de commande et de contrôle (PCC)

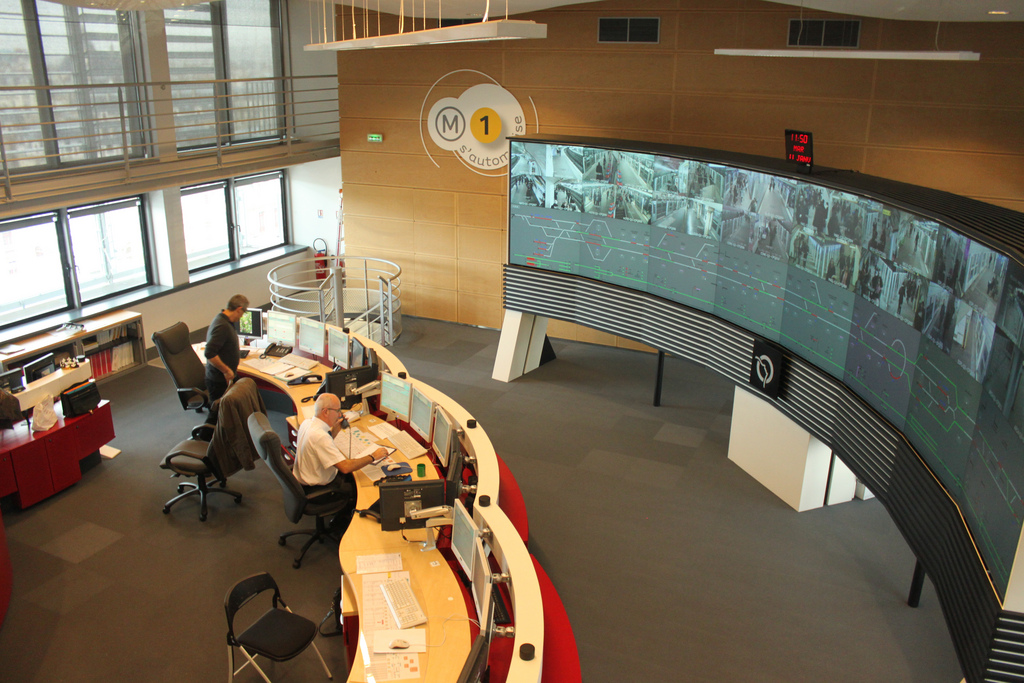
Le poste de commandes centralisées de la ligne 1.

Les postes de commande centralisés (PCC) sont les centres névralgiques, assurant la marche des trains, la régulation du trafic, mais aussi l'assistance aux conducteurs ou la régulation de l'énergie de traction sur les lignes du métro parisien.
Le PCC permet aux agents d'encadrement d'avoir une vision globale des lignes de métro afin de réduire les délais d'intervention en cas de dysfonctionnement. Il se compose de deux ensembles : le pupitre et le tableau de contrôle optique (TCO). Ce dernier se divise en une partie trafic qui permet de visualiser la position des trains sur la ligne et les signaux, et une partie traction qui indique l'état des sections et sous-sections d'alimentation en courant de traction, sous tension ou hors tension.
Le PCC inclut également deux postes d'informateur, qui ont pour mission d'aviser les agents de la ligne et les voyageurs, en particulier en cas d'incidents. Le PCC permet d'interagir avec les conducteurs des rames, soit par le biais d'une signalisation appropriée, soit par téléphonie haute fréquence : départs programmés des terminus, régulation en ligne, ou encore rétention des rames en station en cas d'incident.
Pour les lignes équipées de PCC centralisés boulevard Bourdon, les manœuvres effectuées aux terminus d'une ligne, sont opérées par les  postes de manœuvres locaux.

#### PCC du réseau
|        | Parcours                                                          | Mise en service | Dernière rénovation | Emplacement                  |
| (1)    | La Défense ↔ Château de Vincennes                                 | 1977            | Mai 2010            | Boulevard Bourdon            |
| (2)    | Porte Dauphine ↔ Nation                                           | Mai 1973        | -                   | Boulevard Bourdon            |
| (3)    | Pont de Levallois ↔ Gallieni                                      | 1970            | 2009                | Atelier de Saint-Fargeau     |
| (3bis) | Gambetta ↔ Porte des Lilas                                        | 1970            | 2009                | Atelier de Saint-Fargeau     |
| (4)    | Porte de Clignancourt ↔ Bagneux - Lucie Aubrac                    | 1969            | Mai 2020            | Denfert-Rochereau            |
| (5)    | Bobigny - Pablo Picasso ↔ Place d'Italie                          | 1973            | Décembre 2012       | Boulevard Bourdon            |
| (6)    | Charles de Gaulle - Étoile ↔ Nation                               | 1974            | -                   | Boulevard Bourdon            |
| (7)    | La Courneuve ↔ Villejuif / Mairie d'Ivry                          | 1969            | 1979                | Boulevard Bourdon            |
| (7bis) | Louis Blanc ↔ Pré-Saint-Gervais                                   | Février 1975    | -                   | Boulevard Bourdon            |
| (8)    | Balard ↔ Pointe du Lac                                            | 1971            |                     | Boulevard Bourdon            |
| (9)    | Pont de Sèvres ↔ Mairie de Montreuil                              | 1970            | 2020                | Boulevard Bourdon            |
| (10)   | Pont de Saint-Cloud ↔ Gare d'Austerlitz                           | 1974            | -                   | Boulevard Bourdon            |
| (11)   | Châtelet ↔ Mairie des Lilas                                       | 1967            | 2021                | Bagnolet                     |
| (12)   | Mairie d'Aubervilliers ↔ Mairie d'Issy                            | 1971            | Décembre 2012       | Rue Desnouettes              |
| (13)   | Les Courtilles / Saint-Denis - Université ↔ Châtillon - Montrouge | 1974            | 17 décembre 2006    | Malakoff - Rue Étienne-Dolet |
| (14)   | Mairie de Saint-Ouen ↔ Aéroport d'Orly                            | 15 octobre 1998 | -                   | Bercy                        |

### Postes de manœuvre locaux (PML)

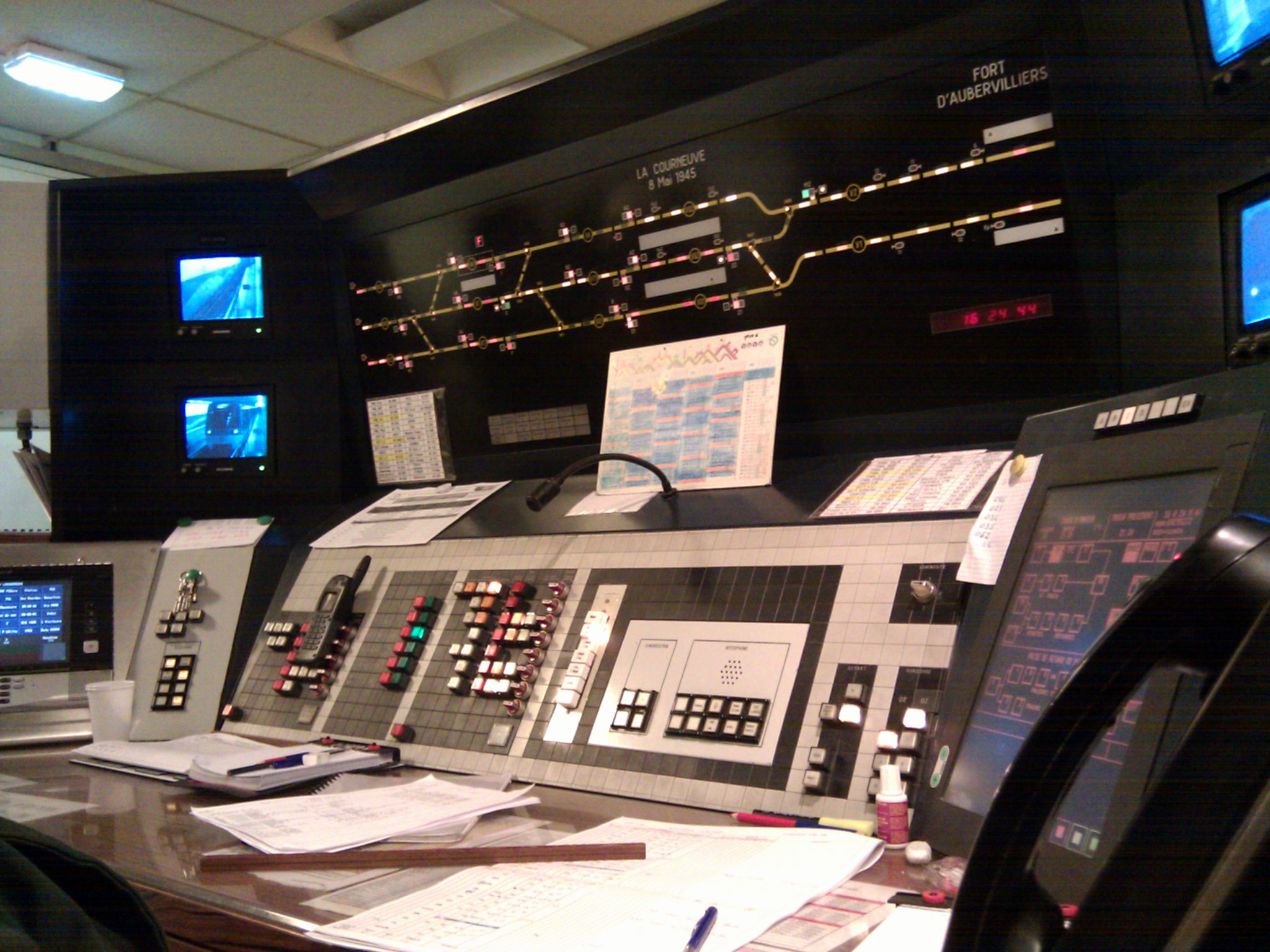
Le PML du terminus de la Courneuve.

Les postes de manœuvre locaux du métro sont des postes d’aiguillage complexes gérant les garages et dégarages, les manœuvres, et les départs des terminus des lignes ou de stations importantes.
Dans ce poste, un chef de manœuvre et un chef de départ travaillent en complémentarité l’un avec l’autre. Le chef de manœuvre a la responsabilité de gérer les mouvements des trains au terminus tout en assurant au chef de départ l'expédition des trains à l’heure prévue depuis le terminus correspondant. Le chef de départ a la responsabilité de gérer les départs des trains de son terminus tout en essayant de maintenir l’horaire qui correspond au service attendu par les voyageurs.

### Postes manœuvre informatisés (PMI)
Les postes manœuvre informatisés sont destinés à remplacer les postes de manœuvre locaux. Ils permettent de gérer informatiquement les affectations de voies des trains, les déplacements des trains à l’intérieur des dépôts et voies de garage et de piloter et contrôler les différents équipements de signalisation de ces lieux.
Le premier poste manœuvre informatisé a été mis en service sur la ligne 11 du métro le 14 novembre 2005, à la station Porte des Lilas.